# Eschweiler Bank
Die Eschweiler Bank war eine Bank in der Stadt Eschweiler im Rheinland.
Am 14. Februar 1890 wurde die Eschweiler Bank als Aktiengesellschaft mit einem Stammkapital von 300.000 Mark in der Parkstraße gegründet. Im Februar 1904 war die Grundsteinlegung für den Neubau in der Parkstraße. Am 29. August 1924 eröffnete sie im Haus Grabenstraße 45a eine Zweigstelle. und ein Jahr später eine weitere in Alsdorf.
Im Juni 1927 musste die Bank unter Geschäftsaufsicht gestellt werden und die Gesellschaft erstellte einen Zwangsvergleichsvorschlag, der mit einer kleineren Mehrheit angenommen wurde. Die Gesellschafter-Versammlung vom 27. Dezember 1927 beschloss die Einleitung der Liquidation, wobei die Aktionäre laut späterer Mitteilung der Gesellschaft vom 6. Dezember 1932 voraussichtlich leer ausgehen sollten.

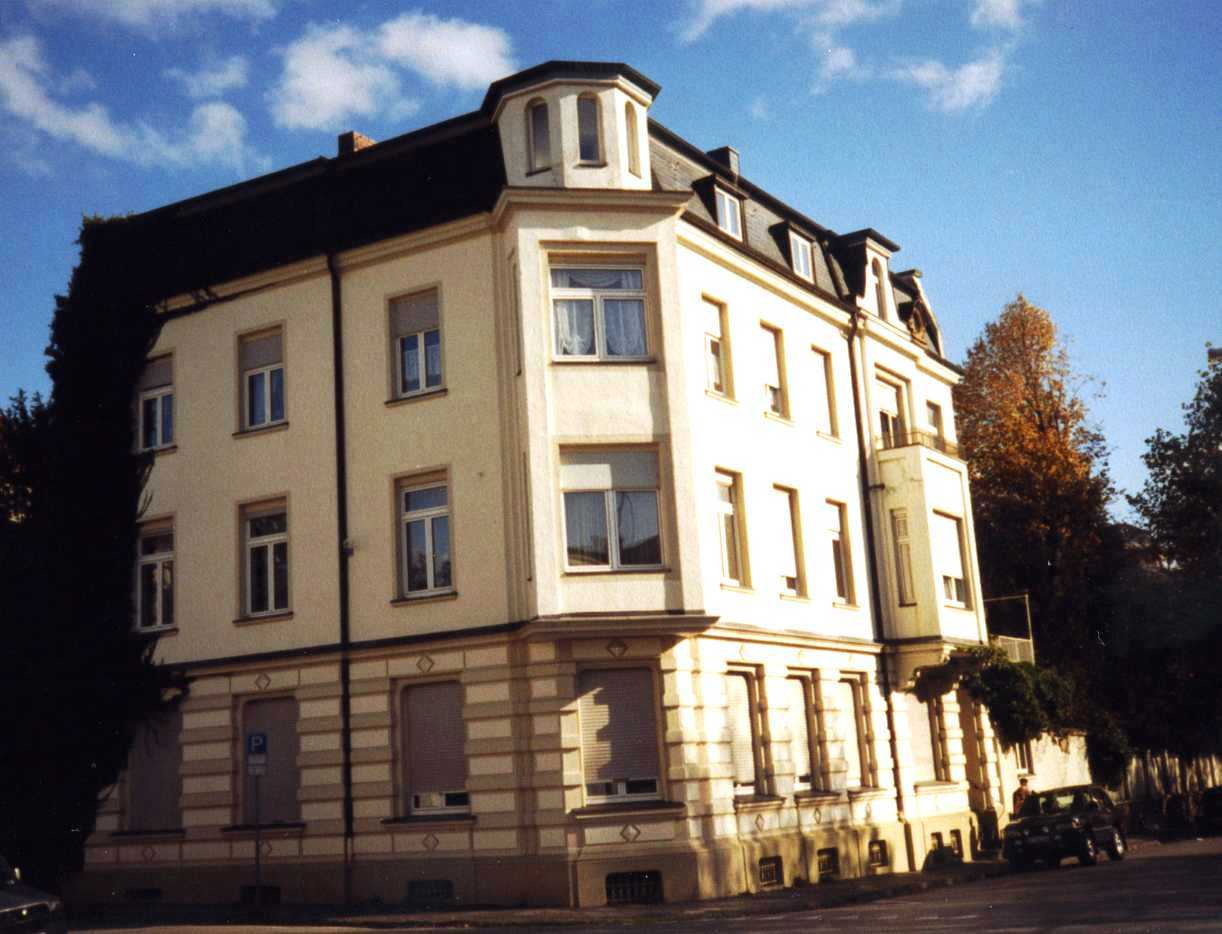
Ehem. Hauptstelle Parkstraße
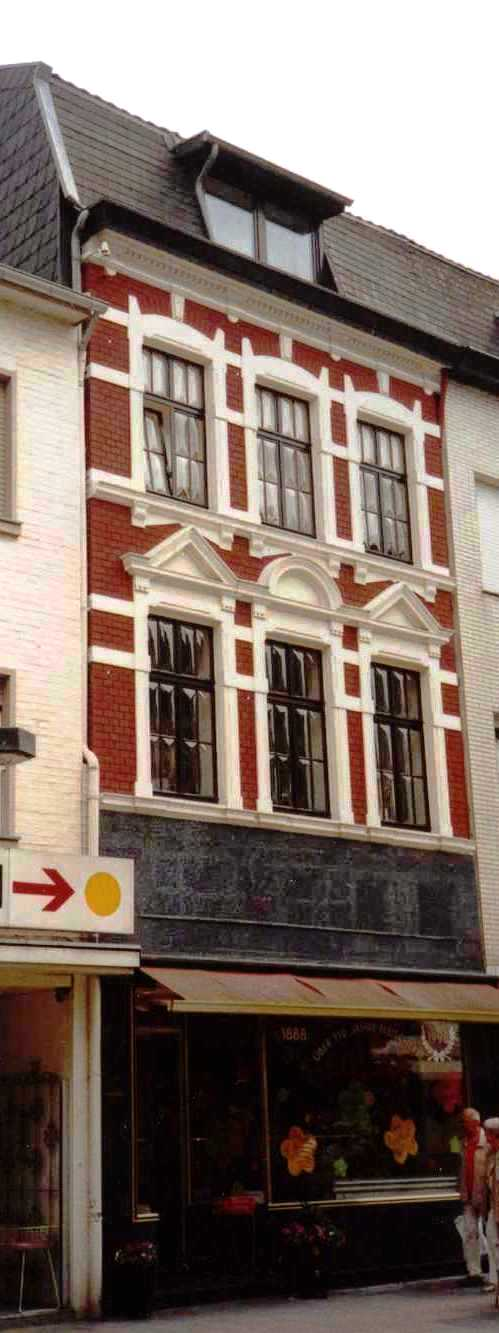
Ehem. Filiale Grabenstraße 45a
Aktie der Eschweiler Bank